# شهرستان ترکمنسکی
شهرستان ترکمنسکی (به لاتین: Turkmensky District) یک شهرستان در روسیه است که در سرزمین استاوروپول واقع شده‌است.